# Global a Go-Go
Global a Go Go è il secondo album realizzato da Joe Strummer and the Mescaleros.

## Tracce
1. Johnny Appleseed – 4:03
2. Cool 'n' Out – 4:22
3. Global a Go-Go – 5:55
4. Bhindi Bhagee – 5:47
5. Gamma Ray – 6:58
6. Mega Bottle Ride – 3:33
7. Shaktar Donetsk – 5:57
8. Mondo Bongo – 6:14
9. Bummed Out City – 5:33
10. At the Border, Guy – 7:08
11. Minstrel Boy (tradizionale) – 17:49